# ワベル・ラムカラワン
ワベル・ジョン・チャールズ・ラムカラワン（英語: Wavel John Charles Ramkalawan, 1961年3月15日 - ）は、セーシェルの政治家。同国の第5代大統領を務めている。セーシェル民主同盟所属。セーシェル聖公会の司祭でもある。独立以来、長年の与党だった統一セーシェルに野党候補として、大統領選挙に当選した。

## 経歴
ラムカラワンはマヘ島の質素な家庭で、3人兄弟の末っ子として生まれる。祖父はインド・ビハール州出身で父は金属加工職人、母は教師であった。セント・ポール神学校で神学を学んだ後、1985年に司祭へ叙階される。その後、バーミンガム大学でも神学を学んだ。
帰国後はいくつかの小教区で司祭として働いた。彼を政治の道へ進ませたのは司祭としての仕事だった。司祭活動を通じて、統一セーシェル一党独裁政権下の弾圧を目の当たりにする。教会で自由の拡大、法の支配の遵守を提唱した。
1991年、統一セーシェルの反体制派だったジャン=フランソワ・フェラーリと共に政党の創設に携わった。独裁者であったフランス＝アルベール・ルネは東側諸国の崩壊に恐れ、複数政党制の復活を発表したため、1993年の議会選挙に出馬したもの、4%の投票しか入らず、議会議員に当選できなかった。やがて、2001年にはルネと対戦することになったが、54%対45%と惜しくも敗れた。ルネが辞任した後はジェイムス・ミッシェルの有力な対戦相手となり、2015年の総選挙では50.15%対49.85%と僅かな差で惨敗。
2020年にはダニー・フォール大統領を破り、54.9%対43.9%とセーシェル初の平和的な政権交代を迎え、同年10月に大統領職に就いた。就任後の公約として「海洋安全保障の保全、麻薬乱用や海賊行為の防止などの相互な強力の拡大」を掲げる。